# Vila Valqueire
Vila Valqueire é um bairro localizado na Zona Oeste do município do Rio de Janeiro.
Limita-se com os bairros de Praça Seca, Tanque, Campo dos Afonsos, Jardim Sulacap, Bento Ribeiro, Marechal Hermes, Oswaldo Cruz e Campinho.
Seu IDH, no ano de 2000, era de 0,904, o 23º melhor do município dentre 126 bairros avaliados.

## História
A Estrada Intendente Magalhães, principal via do bairro, marca seus limites com Oswaldo Cruz, Bento Ribeiro e Marechal Hermes. No passado, essa estrada foi chamada de Real de Santa Cruz, conectando o palácio de São Cristóvão à Fazenda Real de Santa Cruz.